# Tadeusz Trepkowski
Tadeusz Trepkowski (* 1. Januar 1914 in Warschau; † 30. Dezember 1954 ebenda) war ein polnischer Grafiker und Mitbegründer der Polnischen Schule der Plakatkunst.
Er war Autodidakt und besuchte nur einige Monate lang die Warschauer Kunstgewerbeschule.
Im Alter von 16 Jahren schuf er sein erstes Plakat. 1933 bekam er einen Preis im Plakatwettbewerb der Postsparkasse PKO, 1935 im von der Brauerei Tychy ausgeschriebenen Wettbewerb. Im Jahr 1937 wurde sein Plakat „Vorsicht!“ mit einem Grand Prix auf der internationalen Plakatausstellung in Paris ausgezeichnet.
Trepkowskis Plakate zeichneten sich durch eine extreme Knappheit verwendeter Ausdrucksmittel und eine klare Symbolik aus, den Text beschränkte er auf ein absolut notwendiges Minimum.
Er starb unerwartet an einem Herzinfarkt im 40. Lebensjahr.